# Bembropidae
Die Bembropidae sind eine Fischfamilie aus der Ordnung der Barschartigen (Perciformes), die mit über 20 Arten im Pazifik, Atlantik und Indischen Ozean vorkommt. Traditionell als Unterfamilie in die Familie der Schnabelfische (Percophidae) gestellt, wird die Gruppe in der aktuellen Revision der Knochenfischsystematik durch Betancur-R. und Kollegen in den Rang einer eigenständigen Familie innerhalb der Barschartigen erhoben.

## Merkmale
Die verschiedenen Arten der Bembropidae erreichen Körperlängen von 10,5 bis 35 cm. Ihr Körper ist langgestreckt, die Rückenflosse zweigeteilt, die Afterflosse lang. Der Unterkiefer ist stets länger als der Oberkiefer und steht vor. Von den sechs Flossenstacheln der Rückenflosse stehen nur die ersten zwei an der Basis sehr eng zusammen. Die Schuppen sind ctenoid. Am vorderen Teil der Seitenlinie bilden einige Schuppen einen auffälligen Kiel.
- Flossenformel: Dorsale VI/13–18, Anale 15–20, Caudale 10–11.[1]

## Innere Systematik

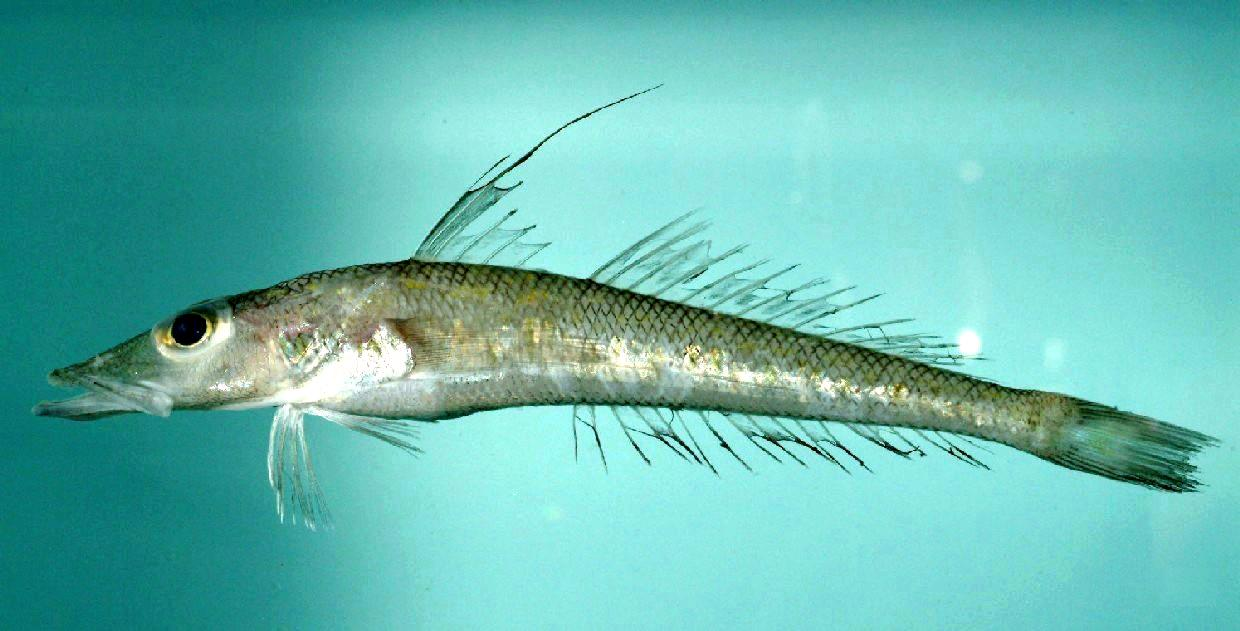
Bembrops anatirostris

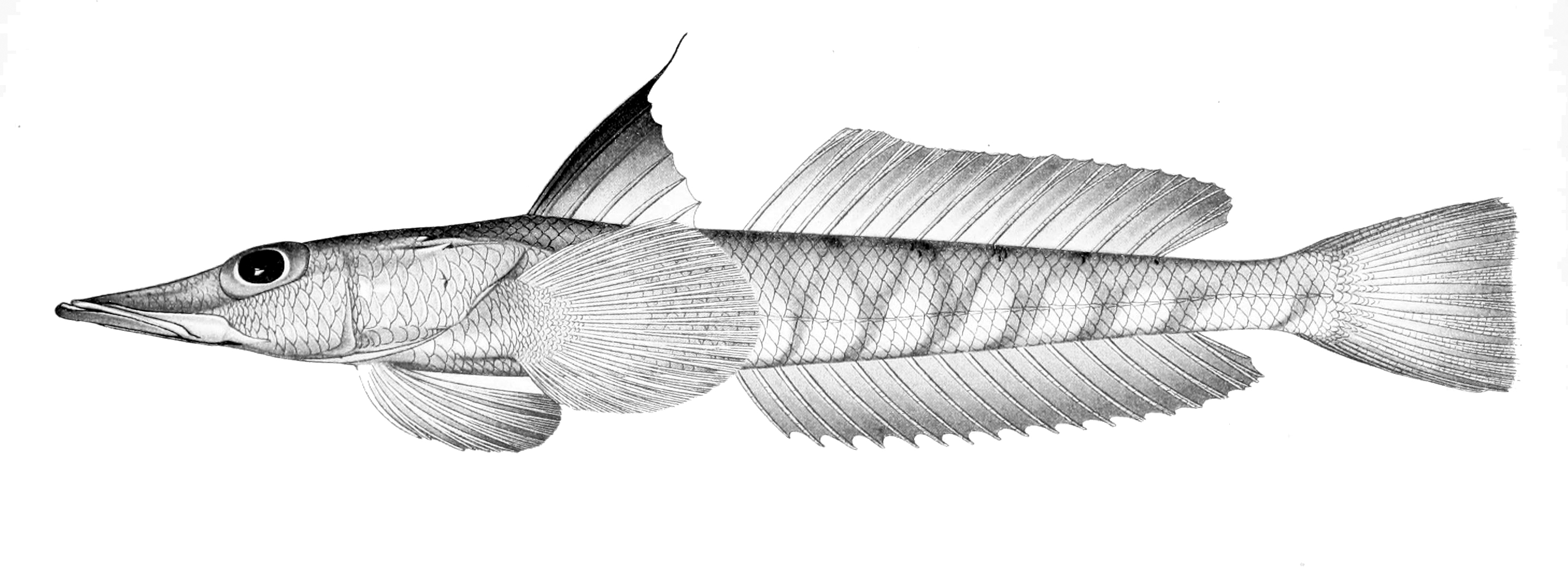
Bembrops filifera

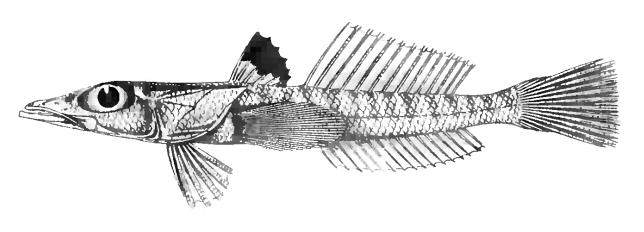
Bembrops platyrhynchus

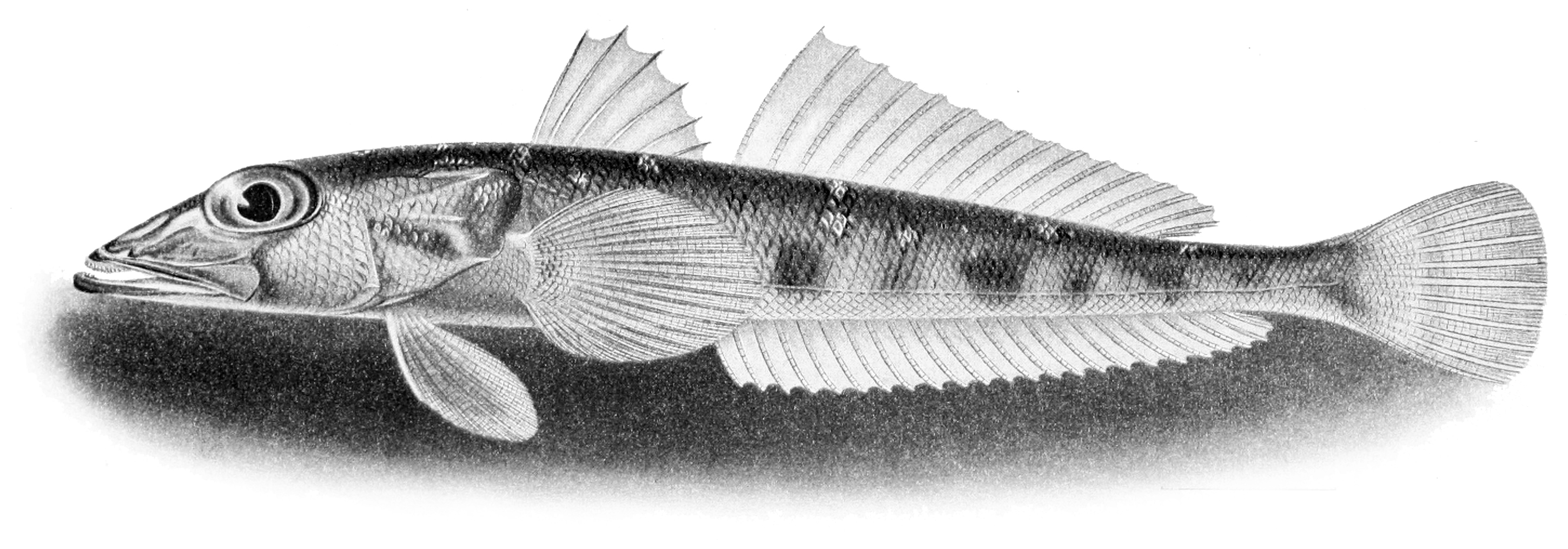
Chrionema chryseres

Fishbase listet zwei Gattungen und 23 Arten:
- Gattung Bembrops
  - Bembrops anatirostris Ginsburg, 1955.
  - Bembrops cadenati Das & Nelson, 1996.
  - Bembrops caudimacula Steindachner, 1876.
  - Bembrops curvatura Okada & Suzuki, 1952.
  - Bembrops filifera Gilbert, 1905.
  - Bembrops gobioides (Goode, 1880).
  - Bembrops greyi Poll, 1959.
  - Bembrops heterurus (Miranda-Ribeiro, 1903).
  - Bembrops macromma Ginsburg, 1955.
  - Bembrops magnisquamis Ginsburg, 1955.
  - Bembrops morelandi Nelson, 1978.
  - Bembrops nelsoni Thompson & Suttkus, 2002.
  - Bembrops nematopterus Norman, 1939.
  - Bembrops ocellatus Thompson & Suttkus, 1998.
  - Bembrops platyrhynchus (Alcock, 1894).
  - Bembrops quadrisella Thompson & Suttkus, 1998.
  - Bembrops raneyi Thompson & Suttkus, 1998.
- Gattung Chrionema
  - Chrionema chlorotaenia McKay, 1971.
  - Chrionema chryseres Gilbert, 1905.
  - Chrionema furunoi Okamura & Yamachi, 1982.
  - Chrionema pallidum Parin, 1990.
  - Chrionema squamentum (Ginsburg, 1955).
  - Chrionema squamiceps Gilbert, 1905.